# Folke Sandström
Folke Sandström   (Edshults parish, 27 de setembre de 1892 - Lidingö Parish, 18 d'agost de 1962) va ser un militar i genet suec que va competir durant la dècada de 1930.
El 1936 va prendre part en els Jocs Olímpics de Berlín, on va disputar dues proves del programa d'hípica amb el cavall Pergola. Va guanyar la medalla de bronze en la prova de doma per equips i fou quinzè en la de doma individual.